# Boulton Paul Bourges
Boulton Paul P.7 Bourges – brytyjski samolot bombowy z końca I wojny światowej.  

## Historia
W 1918 roku konstruktor brytyjski John North z brytyjskiej wytwórni lotniczej Boulton Paul Aircraft Ltd., rozpoczął prace na samolotem bombowo-rozpoznawczym zgodnie ze specyfikacją A.2 (b) brytyjskiego Ministerstwa Lotnictwa. Gdy w 1918 roku powstał RAF, wydał on swoje specyfikacje, samolot ten miał spełniać wymogi trzech specyfikacji nr: IV – samolot fotograficzno-rozpoznawczy dalekiego zasięgu, VI – dzienny samolot bombowy krótkiego zasięgu i VIII – dzienny samolot bombowy dalekiego zasięgu. Projekt samolotu spełniającego te specyfikacje był gotowy w 1918 roku i rozpoczęto budowę trzech prototypów. Samolot ten otrzymał oznaczenie fabryczne P.7 i nazwę Bourges, zgodnie z wytycznymi Ministerstwa Lotnictwa.
Początkowo prototypy zostały wyposażone w nowe silniki gwiazdowe ABC Dragonfly o mocy 324 KM, wkrótce w czasie prób technicznych okazało się, że silniki te są zawodne i w czasie ich pracy następuje przegrzanie cylindrów. Prototypy różniły się od siebie kształtem skrzydeł, choć te różnice były niewielkie. W czasie jednej z prób jeden z prototypów rozbił się, samolotu tego nie naprawiono, a jego kadłub został użyty do budowy samolotu Boulton Paul Atlantic. 
Pozostałe 2 prototypy zostały przebudowane w 1919 roku, poprzez zamontowanie w nich sprawdzonych już silników rotacyjnych Bentley BR.2 o mocy 233 KM. Samoloty z tymi silnikami oblatano w lipcu 1919 roku, otrzymały one oznaczenie Mk IIA, w czasie prób okazało się, że moc silników jest zbyt mała. W związku z tym po raz kolejny wymieniono w nich silniki na mocniejsze silniki widlaste w układzie W12 o mocy 456 KM każdy. Tak przebudowane samoloty otrzymały oznaczenie P.8B. 
Te samoloty skierowano do bazy RAF w Hendon, gdzie pokazano je publicznie. W czasie pokazowego lotu, wykazały one doskonałe właściwości lotnicze. Pomimo tego nie zamówiono dalszych samolotów tego typu, gdyż RAF wybrał jako typowy samolot bombowy samolot Airco DH.10 Amiens. 
W związku z brakiem zamówień ze strony RAF, wytwórnia zamierzała pokazać ten samolot na pokazach w Paryżu i Amsterdamie i sprzedać je za granicę. Ministerstwo Lotnictwa, które było właścicielem samolotów nie wyraziło na to zgody. Natomiast wytwórnia odkupiła rozbity prototyp od Ministerstwa Lotnictwa i kadłub tego prototypu posłużył do budowy samolotu Boulton Paul Atlantic, po czym zakończono dalsze prace nad tym samolotem.

## Użycie w lotnictwie
Prototypy samolotu Boulton Paul Bourges, były używane tylko do lotów testowych i pokazowych, przy czym drugi prototyp został zniszczony w wyniku katastrofy. Natomiast dwa pozostałe prototypu otrzymały cywilne numery rejestracyjne; pierwszy prototyp – G-EACE, trzeci – G-EAWS. Prototyp pierwszy został zezłomowany w 1920 roku, natomiast trzeci prototyp był używany do pokazów na terenie Wielkiej Brytanii, m.in. w 1923 roku w bazie RAF w Hendon wziął udział w pozorowanej walce z dwoma samolotami myśliwskimi Nieuport Nighthawk.

## Opis techniczny
Samolot P.7 Bourges był dwupłatem o konstrukcji mieszanej. Kadłub o konstrukcji metalowej miał przekrój prostokątny, kryty płótnem. W dziobie kadłuba mieściło się oszklone stanowisko strzelca, wyposażonego w karabin maszynowy kal. 7,7 mm oraz przyrządy do zrzutu bomb, w tym celownik bombowy. Za tym stanowiskiem znajdowała się zakryta kabina pilota, pilot oprócz przyrządów do kierowania samolotem miał również przyrządy do zrzutu bomb w przypadku, gdyby nie mógł tego uczynić strzelec przedni. Następnie za skrzydłami znajdowało się drugie otwarte stanowisko strzeleckie, umieszczone na grzbiecie kadłuba, wyposażone one było w jeden lub dwa sprzężone karabiny maszynowe kal. 7,7 mm umieszczone na obrotnicy Scarffa. Pod stanowiskiem tylnego strzelca znajdowała się komora bombowa, w której umieszczano cztery bomby o wadze 100 kg, komora była zamykana systemem żaluzji. W przypadku wykorzystywania samolotu jako samolotu rozpoznania fotograficznego, można było tam umieścić aparat fotograficzny, który był obsługiwany przez tylnego strzelca. 
Skrzydła o konstrukcji drewnianej, zostały zamontowane do dolnej i górnej części kadłuba oraz wzmocnione stalowymi cięgnami. 
Podwozie klasyczne, stałe z płozą ogonową.   
Napęd stanowiły dwa silniki umieszczone w gondolach po obu stronach kadłuba, pomiędzy płatami samolotu. Każdy silnik napędzał jedno śmigło ciągnące, cztero-łopatowe. 
Uzbrojenie obronne stanowiły dwa lub trzy karabiny maszynowe karabiny maszynowe Lewis kal. 7,7 mm, jeden stały w stanowisku przednim i jeden lub dwa sprzężone ruchome na stanowisku tylnym. Uzbrojenie ofensywne stanowiły cztery bomby lotnicze o masie 100 kg każda.